# Pilea sphenophylla
Pilea sphenophylla är en nässelväxtart som beskrevs av Ignatz Urban. Pilea sphenophylla ingår i släktet pileor, och familjen nässelväxter. Inga underarter finns listade i Catalogue of Life.